# Léon Diogène
Léon Diogène (en grec : Λέων Διογένης) était le fils de l'empereur byzantin Romain IV Diogène et d'Eudocie Makrembolitissa. Il est couronné co-empereur lors du règne de son père et sert ensuite comme général sous Alexis Ier Comnène.

## Biographie
Quand Romain IV décède en 1071, Léon est encore un enfant. En dépit de son rang de co-empereur, il est banni dans un monastère avec sa mère à la chute de son père, auquel succède Michel VII Doukas. Il y reste jusqu'à l'avènement sur le trône d'Alexis Ier en 1081, le nouvel empereur décidant d'élever Léon et son frère Nicéphore comme ses propres fils à la cour impériale. Selon le récit d'Anne Comnène, Léon est, en dépit de son jeune âge, un vif soutien de l'empereur. Il l'encourage dès le début de son règne à combattre les Normands et les Petchénègues qui ont envahi l'empire en traversant le Danube en 1087. Lors de la bataille de Dyrrachium (1081) contre l'armée normande de Robert Guiscard, lui et d'autres généraux très jeunes incitent Alexis Ier à attaquer les Normands en terrain ouvert au lieu d'adopter une tactique plus prudente, défendue par des généraux plus âgés, ce qui conduit à une cuisante défaite des Byzantins. Lors d'une de la bataille de Dristra contre les Petchénègues en 1087, où il plaide encore pour l'agressivité, il s'éloigne de l'empereur et combat en première ligne, approchant du camp adverse avant d'être tué au combat,.
En 1095, un anonyme tente de s'appuyer sur la popularité des Diogène pour se faire passer pour Léon, ameutant une partie de la population de Constantinople. Envoyé en exil à Cherson, il parvient à s'enfuir chez les Coumans avant de pénétrer en Thrace à leurs côtés, où il tente de susciter une rébellion. Il est finalement démasqué par Nicéphore Bryenne, capturé puis aveuglé. En 1106-1107, Bohémond de Tarente affirme être accompagné de Léon Diogène, là encore pour susciter la sympathie de la population byzantine à son égard, sans résultats.